# Palmitos de Naranjo
Palmitos es uno de los distritos del cantón de Naranjo, en la provincia de Alajuela, de Costa Rica.

## Historia
Palmitos fue creado el 16 de octubre de 2008 por medio de Decreto Ejecutivo 34848-MG.

## Geografía
Palmitos cuenta con un área de 10,47 km² y una altitud media de 1055 m s. n. m.

## Demografía
Para el año 2022, Palmitos cuenta con una población estimada de 4883 habitantes, y para el último censo efectuado, en 2011, Palmitos contaba con una población de 4271 habitantes.

## Localidades
- Poblados: Alto Murillo, Alto Palmas, Cantarrana (parte), Cinco Esquinas (parte), Concepción, Roquillo, San Roque.

## Transporte

### Carreteras
Al distrito lo atraviesan las siguientes rutas nacionales de carretera:
- Ruta nacional 148
- Ruta nacional 706
- Ruta nacional 726